# شيفا ثابا
شيفا ثابا (مواليد 8 ديسمبر 1993) هو ملاكم هندي، مثّل بلاده في الألعاب الأولمبية الصيفية 2012.

## روابط خارجية
شيفا ثابا على موقع بوكس ريك (الإنجليزية) (registration required)
- شيفا ثابا على موقع اللجنة الأولمبية الدولية (الإنجليزية)
- شيفا ثابا على موقع أوليمبيديا (الإنجليزية)
- شيفا ثابا على موقع اتحاد ألعاب الكومنولث (مؤرشف) (الإنجليزية)